# محمية بركة هاملتون

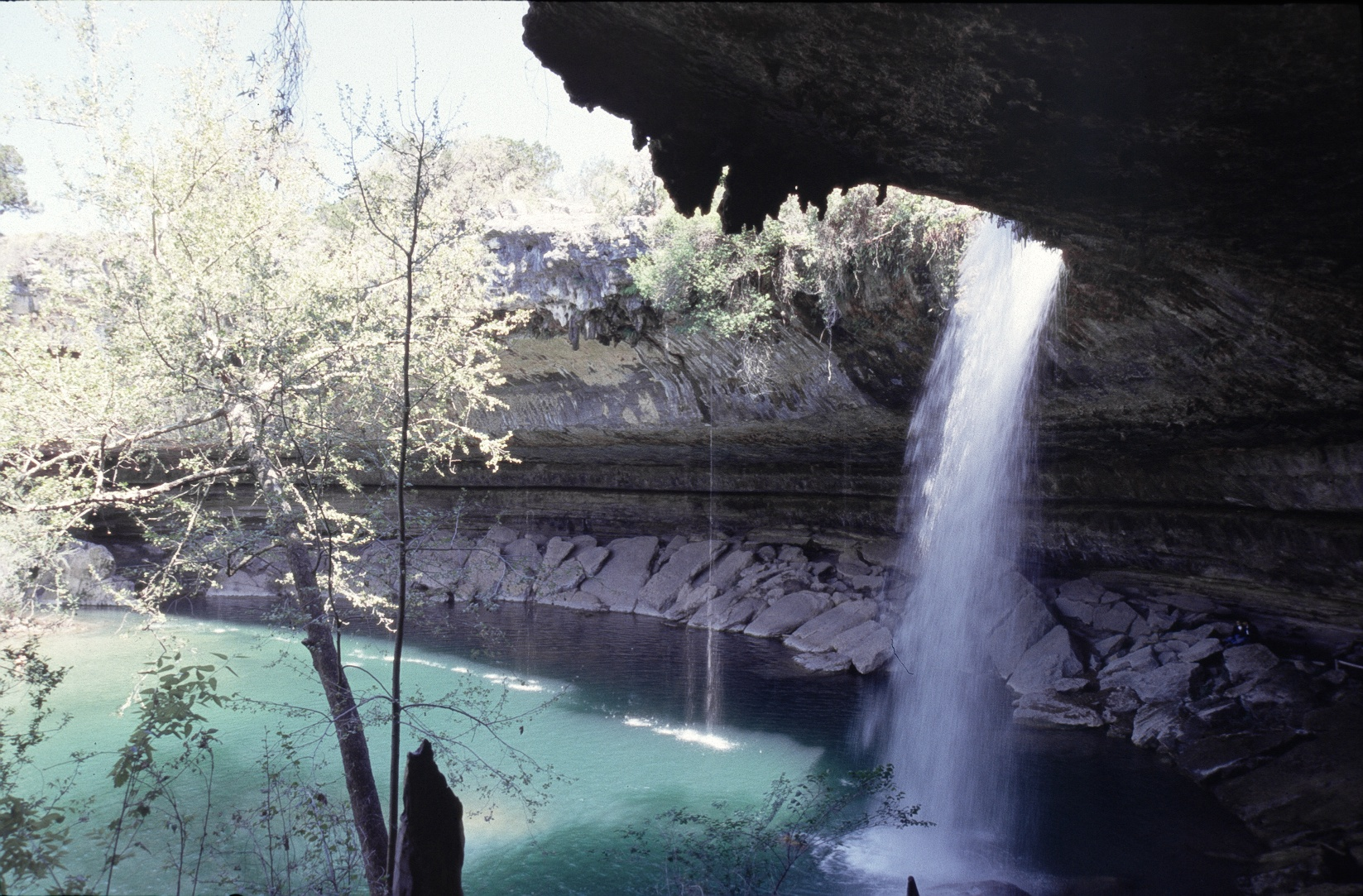
محمية بركة هاملتون

محمية بركة هاملتون في أوستن، تكساس. وهي محمية طبيعية وتم تكونيها عند قبة من نهر تحت الأرض انهارت بسبب التآكل منذ آلاف السنين.